# Tyndallhydrus
Tyndallhydrus là một chi bọ cánh cứng trong họ Dytiscidae.
Chi này được Sharp miêu tả khoa học năm 1882.

## Các loài
Chi này gồm các loài:
- Tyndallhydrus caraboides Sharp, 1882
- Tyndallhydrus coriaceus